# بلقاء ثلاثية الأوراق
ملالوكا ثلاثية الأوراق (الاسم العلمي:Melaleuca trichophylla) هي نوع من النباتات تتبع جنس الملالوكا من فصيلة الآسية. تم وصف هذا النوع من النبات علمياً لأول مرة من قبل جون لندلي سنة 1839.